# Estação Javel - André Citroën
Javel - André Citroën é uma estação da Linha 10 do Metrô de Paris, localizada no 15.º arrondissement de Paris.

## Localização
A estação está estabelecida no extremo oeste da avenue Émile-Zola. Na direção de Boulogne - Pont de Saint-Cloud, esta é a última estação da linha clássica; precede o circuito de Auteuil, do qual é separado por uma travessia sob o Sena. Orientado ao longo de um eixo leste-oeste, é interposto entre Mirabeau (vindo de Boulogne) ou Église d'Auteuil (em direção a Boulogne), por um lado, e Charles Michels por outro.

## História
A estação foi aberta em 30 de setembro de 1913 com a abertura da extensão da linha 8 de Beaugrenelle (atual Charles Michels) a Porte d'Auteuil.
Tem o nome original de Javel pela sua localização noroeste do bairro de Javel, que corresponde a uma aldeia que originado no século XV com um pequeno porto e uma garagem para barcos, conhecido em 1485 sob o nome de Javetz. Em 1777, uma fábrica de produtos químicos foi criada; dessa fábrica veio o hipoclorito de sódio que é chamado Eau de Javel (Água de Javel). Originalmente pertencente ao território da comuna de Issy, o bairro foi anexado a Paris em 1860.
Durante a noite de 26 a 27 de julho de 1937, a estação foi transferida para a linha 10 como parte do redesenho das linhas 8, 10 e da antiga linha 14. O serviço entre Porte d'Auteuil e Jussieu foi prestado apenas dois dias depois, em 29 de julho, inicialmente limitado a La Motte-Picquet - Grenelle a leste.
Em 8 de junho de 1959, a estação foi renomeada Javel - André Citroën, um ano após a mudança de nome do quai André Citroën em homenagem a André Citroën (1878-1935), engenheiro politécnico francês pioneiro da indústria automotiva e fundador do império industrial automotivo de mesmo nome em 1919.
Até os anos 2000, as plataformas apresentavam sua vida e seus negócios através de cartazes e fotos colocadas nos pés-direitos, enquanto que os assentos usavam as cores do famoso logotipo em chevrons, inspirado nas engrenagens fabricadas em 1905. Essa decoração foi removida após a reforma da estação, operada pela RATP como parte do programa “Renovação do Metrô”.
Em 2011, 2 473 278 passageiros entraram nesta estação. Ela viu entrar 2 565 099 passageiros em 2013, o que a coloca na 213ª posição das estações de metrô por sua frequência em 302.
Em junho de 2018, a estação teve uma exposição dedicada à marca Citroën, incluindo um friso refazendo sua história e telas sensíveis ao toque, permitindo que os passageiros acessem seu site diretamente nas plataformas.

## Serviços aos passageiros

### Acessos
A estação tem três acessos que se abrem em ambos os lados da avenue Émile-Zola, cada um decorado com uma balaustrada de tipo Dervaux:
- O acesso 1 "Quai André-Citroën" composto por uma escada fixa decorada com um candelabro Val d'Osne, próximo à esquina da avenida com o quai André-Citroën;
- O acesso 2 "Rue de la Convention" composto de uma escada fixa à direita do no 2 da avenida;
- O acesso 3 "Avenue Émile-Zola" compreendendo uma escada rolante ascendente que permite apenas a saída depois da plataforma em direção a Boulogne, na contra-passarela da calçada ímpar da avenida.

### Plataformas
Javel - André Citroën é uma estação de configuração padrão: ela possui duas plataformas separadas pelas vias do metrô e a abóbada é elíptica. A decoração, complementada pelo cenário cultural dedicado à Citroën, é do estilo utilizado pela maioria das estações de metrô: as faixas de iluminação são brancas e arredondadas no estilo "Gaudin" da renovação do metrô da década de 2000, e as telhas em cerâmica brancas biseladas recobrem os pés-direitos, a abóbada, os tímpanos e as saídas dos corredores. Os quadros publicitários são metálicos e o nome da estação é inscrito na fonte Parisine em placas esmaltadas. Os assentos de estilo "Motte" têm a distinção de ser prateados (substituindo os assentos vermelhos do mesmo modelo) para harmonizar com a cor do logotipo da Citroën, quando a nova decoração foi colocada no lugar colocando a marca e seu fundador em destaque.

### Intermodalidade
A estação é servida pelas linhas 30, 62 e 88 da rede de ônibus RATP. Também é conectado à estação Javel do RER C por via pública, simplesmente atravessando a plataforma André-Citroën.

## Pontos turísticos
- Parc André-Citroën
- Ponte Mirabeau
- Portos de Paris (Porto de Javel)
- Igreja de Saint-Christophe-de-Javel

## Cultura
A estação de Javel foi mencionada em 1936 na música de Charles Trenet, Y'a d'la joie.